# Конвой Рабаул — Палау (28.03.43 — 05.04.43)
Конвой Рабаул — Палау (28.03.43 — 05.04.43) — японський конвой часів Другої світової війни, проведення якого відбувалось у березні — квітні 1943 року.
Конвой сформували на острові Нова Британія в Рабаулі — головній передовій базі японців в архіпелазі Бісмарка, з якої провадились операції на Соломонових островах та сході Нової Гвінеї, а місцем його призначення був Палау (важливий транспортний хаб на заході Каролінських островів).
Конвой складався із транспортів «Денмарк-Мару», «Курохіме-Мару», «Мая-Мару», «Нагано-Мару», «Тайко-Мару» та «Ямато-Мару». Їх ескорт мали забезпечувати мисливці за підводними човнами CH-16 та CH-24. Щонайменше на першій ділянці маршруту конвой також супроводжували патрульні літаки.
Ввечері 28 березня судна вийшли з Рабаула та попрямували на північ. Увечері наступного дня конвой виявив підводний човен Tuna, який почав його переслідувати та вранці 30 березня в районі за 400 км на північний захід від острова Новий Ганновер випустив три торпеди. Дві з них поцілили та потопили «Курохіме-Мару», при цьому загинуло 27 пасажирів та 9 членів екіпажу.
5 квітня конвой прибув на Палау.